# Institut Supérieur de Pastorale Familial
 (juin 2025).
Motif : Ebauche minimaliste avec une seule source qui semble primaire mais que mon antivirus ne veut pas ouvrir
- Archive Wikiwix
- Bing
- Cairn
- DuckDuckGo
- E. Universalis
- Gallica
- Google
- G. Books
- G. News
- G. Scholar
- Persée
- Qwant
- (zh) Baidu
- (ru) Yandex
- (wd) trouver des œuvres sur Wikidata

| 1. | Préciser le motif de la pose du bandeau. | Précisez le motif de la pose du bandeau en utilisant la syntaxe suivante : {{admissibilité à vérifier\|date=juin 2025\|motif=remplacez ce texte par le motif}}                                                |
| 2. | Informer les utilisateurs concernés.     | Pensez à avertir le créateur de l'article, par exemple, en insérant le code ci-dessous sur sa page de discussion : {{subst:avertissement admissibilité à vérifier\|Institut Supérieur de Pastorale Familial}} |

 L'Institut Supérieur de Pastorale Familial de Bukavu (ISPF/Bukavu) fondée 2006, est un établissement d'enseignement supérieur d’enseignement supérieur, universitaire et technique, de la république démocratique du Congo, situé dans la commune d'ibanda à Bukavu.